# Paradise Is Here
Paradise Is Here — песня, написанная Полом Брэди и выпущенная на его альбоме 1987 года Primitive Dance. Песня также перезаписывалась Тиной Тёрнер для её альбома Break Every Rule и Шер для альбома It's a Man's World.

## Версия Тины Тёрнер

### О песне
Тина Тёрнер записала песню, спродюсированную Марком Нопфлером из группы Dire Straits и выпущенную на её альбоме 1986 года Break Every Rule. В Европе песня также была выпущена как сингл и имела небольшой успех в Великобритании. Вместо ремикса, на 12-дюймовом сингле была выпущена лайв-версия песни длиной 7,5 минут с её турне 1986/1987 Break Every Rule Tour, во время которого песня исполнялась как один из последних номеров. Альтернативная и отредактированная лайв-версия была выпущена на её альбома 1988-го Tina Live in Europe.

### Официальные версии
- Main version — 5:35
- 7" edit — 5:00
- 12" live version — 7:25

### Чарты
| Чарт (1987)            | Место |
| ---------------------- | ----- |
| Irish Singles Chart    | 21    |
| Austrian Singles Chart | 25    |
| German Singles Chart   | 31    |
| UK Singles Chart       | 78    |

## Версия Шер
«Paradise Is Here» — второй американский сингл американской певицы и актрисы Шер с её альбома It's a Man's World. Сингл был выпущен 3 декабря 1996 года на лейбле Reprise Records. Песне не удалось попасть в чарт US Billboard Hot 100. Шер исполнила песню вживую на шоу The RuPaul Show в 1996.

### О песне
Шер записала кавер-версию композиции во время сессий для альбома It's a Man's World в 1995 году. В конце 1996 года песня «Paradise Is Here» стала последним синглом с альбома. Песня не смогла стать поп-хитом, однако имела успех в танцевальном чарте США, где достигла #11.

### Список композиций
US CD maxi-single (9 43759-2)
1. «Paradise Is Here» (single mix)
2. «Paradise Is Here» (Junior’s Arena Anthem)
3. «Paradise Is Here» (Runway Mix)
4. «Paradise Is Here» (Glow Stick Mix)
5. «Paradise Is Here» (Give Me the Night Dub)
6. «Paradise Is Here» (Sunrise Mix)
7. «Paradise Is Here» (Eurodance Mix)
8. «Paradise Is Here» (Garage Revival Mix)

US 12" vinyl promo (PRO-A-8375)
- A1. «Paradise Is Here» (Padapella)
- A2. «Paradise Is Here» (Glow Stick Dub)
- B1. «Paradise Is Here» (Tribal Beats)
- B2. «Paradise Is Here» (Sunrise Mix)

US 12" vinyl promo (0-43759)
- A1. «Paradise Is Here» (Junior’s Arena Anthem)
- A2. «Paradise Is Here» (Glow Stick Mix)
- B1. «Paradise Is Here» (Runway Mix)
- B2. «Paradise Is Here» (Give Me the Night Dub)

US 12" vinyl promo white label (0-43759)
Одинаковый трек-лист с US 12" vinyl promo.
US CD single promo picture CD(PRO-CD-8375)
1. «Paradise Is Here» (album edit)
2. «Paradise Is Here» (single mix)
3. «Paradise Is Here» (Runway Edit)

### Официальные версии
- Main Europe version — 5:09
- Main US Version — 4:40
- Main US Version Edit = Album Edit — 3:57
- Single Mix — 4:05
- Junior’s Arena Anthem — 10:45
- Padapella — 8:18
- Runway Mix — 8:32
- Runway Edit — 4:05
- Glow Stick Mix — 8:33
- Glow Stick Dub — 8:34
- Give Me the Night Dub — 8:35
- Sunrise Mix — 6:49
- Garage Revival Mix — 7:32
- Eurodance Mix = Tribal Beats — 5:54

### Чарты
| Чарт (1996)                            | Место |
| -------------------------------------- | ----- |
| U.S. Billboard Hot Dance Club Songs    | 11    |
| U.S. Billboard Hot Dance Singles Sales | 27    |